# Totak Lacus
Il Totak Lacus è una struttura geologica della superficie di Titano.